# 織田長次 (長兵衛尉)
織田 長次（おだ ながつぐ）は、安土桃山時代の武将。織田信長の十一男（末子）。

## 生涯
生年は天正2年（1574年）から10年（1582年）の間であると思われる。生母は不詳。
天正10年の本能寺の変で父信長が死去したため、羽柴秀吉の馬廻となった。豊臣政権期の動向は不明。
慶長5年（1600年）の関ヶ原の戦いでは西軍に与し、兄・信吉とともに大谷吉継の隊に所属して平塚為広と同陣して戦ったが、9月15日の本戦で大谷軍壊滅の際、為広らとともに戦死した（『武徳安民記』）。